# Tomáš Jungwirth
Tomáš Jungwirth (ur. 24 listopada 1942 w Pradze, zm. 19 stycznia 1998 tamże) – reprezentujący Czechosłowację czeski lekkoatleta, średniodystansowiec.
Dwukrotny srebrny medalista europejskich igrzysk halowych w biegu na 800 metrów (1966 & 1967).
Na mistrzostwach Europy na otwartym stadionie w Budapeszcie (1966) zajął 5. miejsce, 3 lata później w Atenach odpadł w półfinale.
Podczas igrzysk olimpijskich w Meksyku (1968) zajął 3. miejsce w swoim biegu eliminacyjnym na 800 metrów i odpadł z dalszej rywalizacji (awans uzyskiwało dwóch najlepszych zawodników z każdego biegu oraz 4 najszybszych spośród przegranych, Jungwirth uzyskał najlepszy rezultat wśród lekkoatletów, którzy nie wywalczyli awansu, a dwaj biegacze, którzy wyprzedzili Czecha – Kenijczyk Wilson Kiprugut i Amerykanin Tom Farrell, po udanym przebrnięciu półfinałów zdobyli srebro i brąz igrzysk olimpijskich).
Jungwirth pięciokrotnie zdobywał złote medale mistrzostw Czechosłowacji – cztery razy na stadionie (w 1965, 1966 i 1968 na 800 metrów, w 1969 w biegu na 400 metrów) oraz raz w hali (w 1969 na 800 metrów).
Dwukrotnie ustanawiał rekord kraju w biegu na 800 metrów:
- 1:47,4 (14 lipca 1965, Stará Boleslav)
- 1:46,7 (4 września 1966, Budapeszt)

2 sierpnia 1970 w Sarajewie czechosłowacka sztafeta 4 × 400 metrów z Jungwirthem na ostatniej zmianie ustanowiła wynikiem 3:06,7 rekord kraju w tej konkurencji.
Ukończył dziennikarstwo na Uniwersytecie Karola w Pradze i podjął pracę komentatora telewizyjnego.
W 1998, w wieku 55 lat, zmarł na zawał.
Jego brat – Stanislav także z powodzeniem uprawiał biegi średnie.